# デルゲル川
デルゲル川 (デルゲルがわ、Дэлгэр мөрөнデルゲル・ムレン) とは、モンゴル国北部のフブスグル県を流れる河川で、イデル川と同じくセレンガ川の源流の一つである。ロシアとの国境に近いタイガ地帯を源流として、トムルブラグ・ソムでイデル川と合流しセレンガ川となる。一年の内、128-175日ほどは凍結する。

## 概要
デルゲル川の流域にはフブスグルの県都ムルンがあり、町の南にはコンクリート製の橋が架かっている。
古くは哈喇台爾(ハラタイル)と記され、清代には徳勒格爾河と音写されていた。清朝が北モンゴルを支配下に置くと、デルゲル川左岸がジャサクト・ハン部右翼右末旗の遊牧地とされた。